# Ley sobre peligrosidad y rehabilitación social
La ley 16/1970, de 4 de agosto sobre peligrosidad y rehabilitación social fue una ley penal de  España aprobada durante el régimen franquista el 5 de agosto de 1970. Sustituía principalmente a la Ley de vagos y maleantes para el control de todos los elementos considerados antisociales. Entre ellos se incluía a aquellos que practicaran la mendicidad, la homosexualidad, el vandalismo, el tráfico y consumo de drogas, la venta de pornografía, la prostitución y el proxenetismo, así como a los inmigrantes ilegales y a cualquiera que fuera considerado peligroso moral o socialmente por la dictadura.

## Contenido

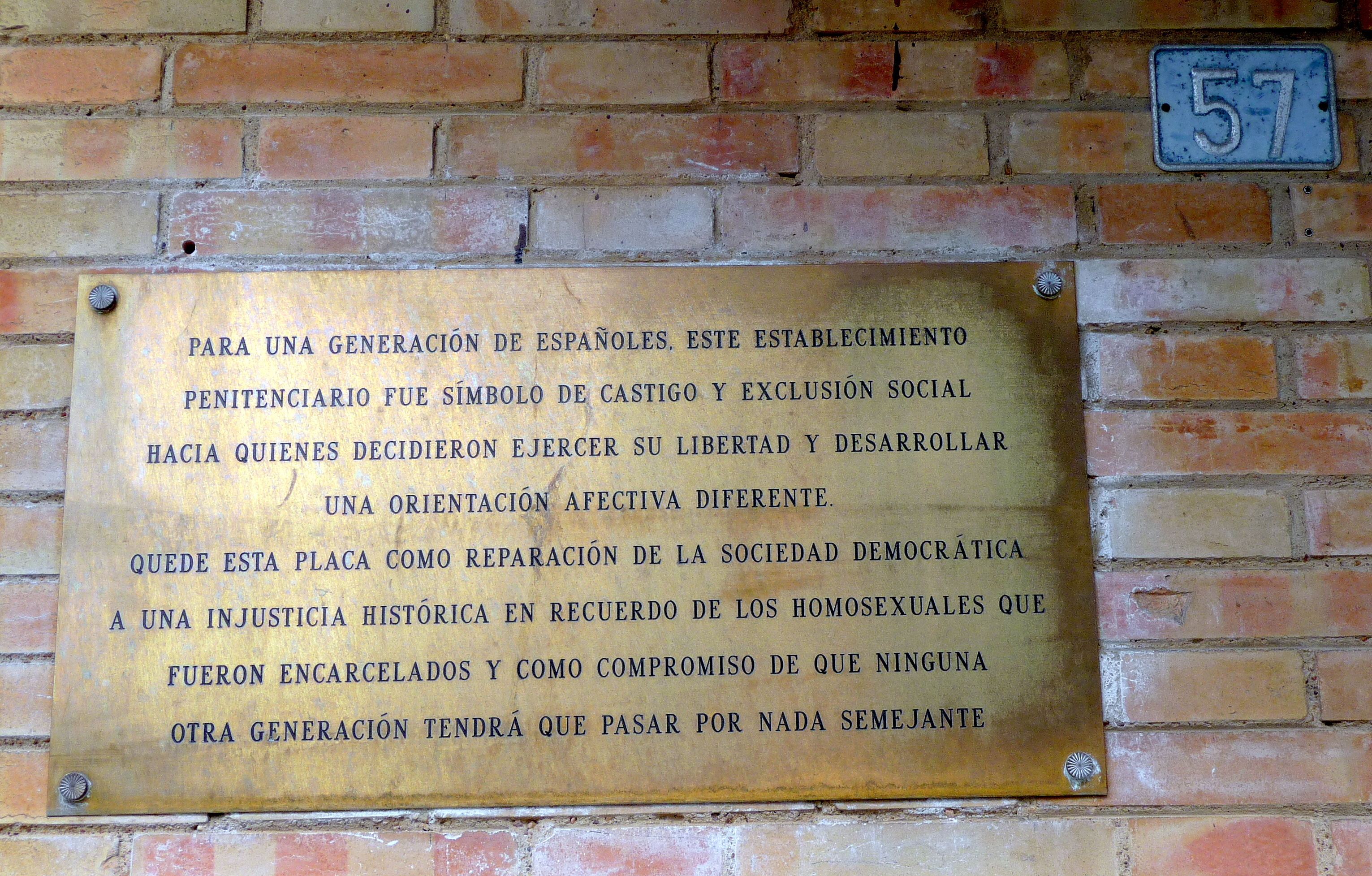
Placa homenaje a los homosexuales encerrados durante el franquismo en la antigua cárcel provincial de Huelva.

La ley establecía penas que iban desde multas hasta cinco años de internamiento en cárceles o centros psiquiátricos para la «rehabilitación» de los individuos. Era una norma enfocada a la represión de conductas no deseadas dentro de la moral nacional-católica, careciendo de garantías legales. Como señala Andrea Momoitio:

Esta ley de represión de conductas no contaba con ninguna garantía legal y la detención podía ser completamente aleatoria. Su abolición fue una de las principales demandas de los movimientos sociales de los años setenta porque representaba –me atrevo a decir que mejor que ninguna otra– los valores del régimen. […] Las resoluciones que emitían los juzgados especiales no eran penas sino medidas de seguridad que se cumplían en centros especiales que no eran cárceles. En realidad, las medidas de seguridad se parecían mucho a las penas y los centros eran igual que cualquier cárcel. En muchos casos, además, esas medidas se cumplían en prisiones al uso por falta de centros. La ideología nacional-católica y el Estado totalitario encontraron en la ley de Peligrosidad y Rehabilitación Social un arma poderosa para implantar su proyecto político.

Su derogación se encontraba entre las exigencias que se elaboraron en las Primeras Jornadas Nacionales de Liberación de la Mujer que se celebraron en Madrid, en diciembre de 1975, a pocos días de la muerte del dictador Franco, señalando que suponía "la tipificación de conductas consideradas como peligrosas que discriminan a la mujer por razón de sexo".
Asimismo, la ley, junto a la de «escándalo público», fue usada de forma sistemática para la represión de la homosexualidad y la transexualidad en la última parte de la dictadura franquista. En su artículo segundo la ley recoge una serie de supuestos de peligrosidad social, entre los que se incluye quienes «realicen actos de homosexualidad». Así mismo, se impuso un régimen de internamiento en  establecimiento de reeducación, que en el caso de los hombres homosexuales fueron la cárcel de Huelva (para activos) y la cárcel de Badajoz (para pasivos).

## Derogación
Tras la muerte del dictador Francisco Franco el indulto de 1975 y la amnistía de 1976 no incluyó a ninguno de los considerados «peligrosos sociales». Durante la transición española, la ley siguió en vigor.
En 1977 se celebró la primera manifestación por los derechos homosexuales en Barcelona. Un año después, el 25 de junio de 1978 se celebró la primera marcha del orgullo en Madrid. En ambas ocasiones, las personas LGBT que se manifestaron reclamaron su derogación. Así mismo, el movimiento de liberación homosexual español representado en grupos como el Movimiento Homosexual de Acción Revolucionaria (MHAR) o el Movimiento Español de Liberación Homosexual (MELH) impulsaron medidas para la eliminación de la homosexualidad como delito, siendo esta una de sus principales metas.
En las elecciones de 1977 el Partido Comunista de España entró en el Congreso de los Diputados. Este partido planteó el 10 de febrero de 1978 una enmienda a una proposición de ley registrada por el PSOE para la reforma de la Ley de Peligrosidad Social, donde se incluya la eliminación del apartado tercero del artículo segundo que calificaba de peligrosos a «los que realicen actos de homosexualidad». La Comisión encargada no realizó un diario de sesiones, pero sí publicó su dictamen el 20 de noviembre, aprobando la eliminación del apartado tercero del artículo segundo. Posteriormente, el 13 de diciembre se sometió a debate en el pleno donde se aprobó con 278 diputados a favor de la derogación parcial y seis abstenciones. Esta aplastante mayoría fue conseguida gracias a la promesa de reforma del Código Penal por el ministro de Justicia Landelino Lavilla, donde se endurecería la represión a la homosexualidad.
La reforma de la Ley de Peligrosidad fue sancionada el 26 de diciembre de 1978. Tras su publicación en el BOE el 11 de enero de 1979, la reforma entró en vigor, en que se eliminaron varios artículos de la ley, entre ellos el referente a «los actos de homosexualidad». La lucha de los colectivos homosexuales se centró entonces en conseguir la modificación de la ley sobre el escándalo público, consiguiéndolo en 1983, y siendo su derogación en 1989. La ley de peligrosidad social fue derogada completamente el 23 de noviembre de 1995.
En la disposición adicional tercera de la Ley Orgánica de protección de datos 15/1999, de 13 de diciembre de 1999, se declaran confidenciales los archivos policiales de todos los reprimidos con esta ley, y solo los historiadores pueden acceder a sus datos con fines estadísticos.